# Corinne Sauvage
Corinne Sauvage est une chanteuse et comédienne française, d'origine espagnole, née à Saint-Gilles dans le département du Gard.

## Biographie
À l'âge de 8 ans, Corinne participe et gagne son premier concours de chant, organisé dans sa ville natale.
Elle suit ensuite, dès l'âge de 15 ans, des cours de chant lyrique, avant de se rendre à Paris pour exercer ses talents, découverte par Lee Hallyday. À compter de 1973, sous un premier pseudonyme de Caline choisi par la maison de disques Philips, elle enregistre successivement les 45 tours "Ta Rolls, ta moto, ton bateau", "L'amour à double tour" et "Celle qui n'a pas voulu de toi". Ce sera le début d'une discographie prolifique.
En 1975, Corinne Sauvage participe à la Rose d'Or d'Antibes avec la chanson "L'amour est à toi et je suis à lui". Elle ne remportera pas le challenge mais rencontrera Eddie Barclay, Président du jury.
En 1977, l'artiste interprète "La poupée", à l'occasion de la présélection française aux Concours Eurovision de la chanson 1977, sous un nouveau pseudonyme qui lui est quasiment imposé, Corinne Colbert. L'année suivante elle représente Monaco au concours Eurovision de la chanson 1978 sous son premier nom d'artiste, Caline, interprétant en duo avec Olivier Toussaint "Les jardins de Monaco". Classée à la quatrième place, la chanson sera enregistrée et publiée dans plusieurs pays européens, en France sur le label Disc'AZ de la maison de disques Musidisc (devenue aujourd'hui Universal Music) et en Allemagne sur le prestigieux label Teldec de Telefunken-Decca (aujourd'hui Warner Music).
Corinne Sauvage rejoint ensuite AB Productions et sort en 1985 "La dernière licorne", générique du dessin animé du même nom, puis "Je veux vivre" distribuée sous l'étiquette AB par Polygram (devenue Universal Music). En 1986, elle interprète avec Bernard Minet "La chanson de She-Ra" et "J'ai le pouvoir". Elle réalise également de nombreux "covers" de génériques TV pour SFC, une filiale d'AB.
En 1987, avec le groupe Alicante, elle interprète "Te vas" suivi de "Sola" en 1989, toutes deux dans un style résolument hispanique. Suit en 1991 un nouveau disque 45 tours et son premier CD reproduisant "Historia d'Amor" composée par Francis Lai sur le label Disques Dreyfus. Enfin, la même année elle donne la réplique à Didier Barbelivien et Félix Gray dans la chanson E vado via.
La chanteuse enregistre également les voix de plusieurs dessins animés, comme "Sherlock Holmes" en 1987. Parallèlement, elle travaille sur scène, en studio d'enregistrement ou plateaux de télévision comme choriste de nombreux artistes (Jairo, Gino Vannelli, Claude François, Johnny Hallyday, Sylvie Vartan, Michel Sardou, Dave, Yves Montand, Serge Lama, Nana Mouskouri, Dalida et Demis Roussos) jusqu'à reprendre son activité d'artiste-interprète, définitivement sous son nom patronymique de Corinne Sauvage.
En 1992, elle tient son premier rôle au cinéma dans le film "La Belle Histoire" de Claude Lelouch aux côtés de Gérard Lanvin, Béatrice Dalle, Patrick Chesnais et Vincent Lindon. 
Corinne Sauvage se produira fréquemment à la télévision, dans les émissions "Chanter la vie",, et "Entrée d'artiste" de France 2, entre 2001 et 2007.
Dans les années 2000, la chanteuse se produit dans un spectacle en hommage à la chanteuse Dalida, sur les scènes de France et à l'étranger,. Elle publiera consécutivement deux albums, "Hommage à Dalida" et "Entre Elle et moi" distribués par le label LEPM.
En 2015, Corinne Sauvage publie un dernier album plus intimiste et personnel, "Parlez-moi d'Amour", sur le label LEPM.

## Discographie (France exclusivement)
Corinne Sauvage a eu une discographie prolifique enregistrant en début de carrière chez Philips, Phonogram, EMI Pathé Marconi, Musidisc Disc'AZ et depuis les années 80 chez des producteurs indépendants :
- 1973 45 tours "Ta Rolls, ta moto, ton bateau" sous le pseudonyme de Caline - Philips 6009 415
- 1974 45 tours "L'amour à double tour" sous le pseudonyme de Caline - Philips 6009 487
- 1975 45 tours "Celle qui n'a pas voulu de toi" sous le pseudonyme de Caline - Philips 6009 580
- 1975 45 tours "L'amour est à moi et je suis à lui" Rose d'Or d'Antibes, sous le pseudonyme de Caline - Philips 6009 667
- 1975 33 tours-compilation "Jeremie" - Yamaha YL-7509W
- 1976 45 tours "Mister Melody" sous le pseudonyme de Corinne Sanders - Philips 6042 217
- 1977 45 tours "La poupée" sous le pseudonyme de Corinne Colbert - Philips 6042 264
- 1977 45 tours "Une fille, un garçon" sous le pseudonyme de Corinne Colbert - Phonogram/Philips 6172 062
- 1978 45 tours "Les jardins de Monaco" en duo avec Olivier Toussaint, Eurovision Monaco 78 - Disc AZ / Discodis SG663
- 1984 45 tours "Peau blanche" - Charles Talar / EMI Pathé Marconi 2000847
- 1985 45 tours "La dernière licorne" - AB Productions / Polygram 883 544-7
- 1985 45 tours Histoire du film "La dernière licorne" - AB Productions / Polygram 883543-7
- 1986 45 tours "Je veux vivre" - AB Productions / Polygram 885 496-7
- 1987 45 tours "Te vas" avec le groupe Alicante, Carrere 14.377
- 1989 45 tours "Sola" avec le groupe Alicante, Zone Music / EMI Pathé Marconi 1743007
- 1991 CD single "Historia d'Amor" Disques Dreyfus / Polygram 190 069-2
- 1991 45 tours "E vado via" sur le disque de Félix Gray et Didier Barbelivien, Zone Music / BMG 990 507
- 2015 album CD "Entre elle et moi" LEPM 048357
- 2015 album CD "Hommage à Dalida" LEPM 048354
- 2015 album CD "Parlez-moi d'Amour" LEPM 048355
- 2016 album CD "30 ans déjà" LEPM